# Охорона птахів

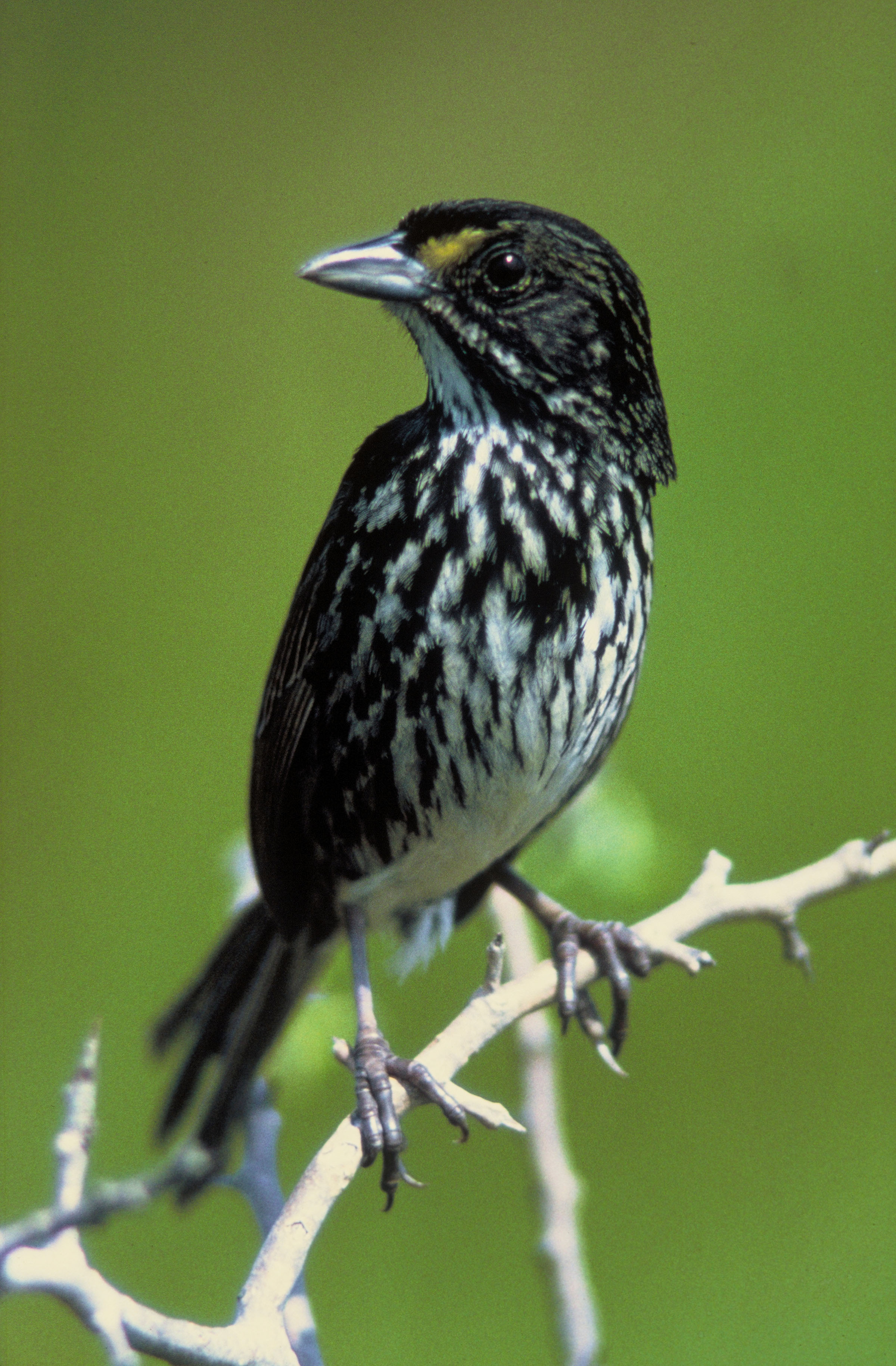
Вимирання горобця приморського було спричинено втратою місць його існування

Охорона птахів є напрямком збереження птахів, які перебувають під загрозою зникнення. Люди глибоко вплинули на багатьох видів птахів. Понад сто видів вимерли в історичний час, хоча найбільш драматичні техногенні вимирання відбулося в Тихому океані, як люди колонізували острова Маланезії, Полінезії і Мікронезії, в ході яких, за оцінками 750—1800 видів птахів вимерли.
За даними Worldwatch Institute, багато популяцій птахів у даний час скорочується в усьому світі, а 1200 видів зникнуть в наступному столітті. Найбільша причина — втрата місць існування. Інші загрози включають перепромисел, забруднення довкілля, конкуренції і хижацтва домашніх кішок, розливи нафти, використання пестицидів і зміни клімату.

## Напрямки охорони птахів
Основними заходами щодо охорони птахів є: формування екологічного законодавства, зменшення впливу негативних факторів на популяції птахів, збереження місць існування птахів, проведення біотехнічних заходів (побудова штучних гнізд та гніздівель, підгодівля тощо), розведення та випуск у природу тощо.

### Екологічне законодавство
- Основні міжнародні документи щодо охорони птахів:
  - Пташина директива ЄС
  - Боннська конвенція про збереження мігруючих видів диких тварин
  - Конвенція про міжнародну торгівлю видами дикої фауни і флори, що перебувають під загрозою зникнення
  - Конвенція про охорону дикої флори та фауни і природних середовищ існування в Європі
  - Угода про охорону альбатросів і буревісників
  - Угода AEWA — угода про збереження афро-євразійських мігруючих водно-болотних птахів

### Збереження місць існування
З метою охорони птахів створюють території, важливих для збереження їхніх популяцій — важливі орнітологічні території, IBA-території; навколо гнізд рідкісних видів — охоронні зони тощо.
Рамсарська конвенція про водно-болотні угіддя, що мають міжнародне значення, головним чином як середовища існування водоплавних птахів. Її назва відображає початкову мету угоди − зберегти водно-болотні угіддя, як середовище для водоплавних птахів.
Серед інших побічних ефектів діяльності людини, для багатьох птахів небезпечна сама наявність створених людьми споруд. Зокрема, зіткнення птахів з вікнами призводить до загибелі більшої кількості птахів, ніж будь-який інший антропогенний фактор — до 900 мільйонів птахів на рік. Також небезпеку становить зіткнення птахів з радіовежами, вітряними турбінами тощо. Ці проблеми вирішуються покращенням видимості для птахів небезпечних споруд (див. відповідні статті).